# Чумак (Кальміуський район)
Чума́к — село Бойківської селищної громади Кальміуського району Донецької області, Україна. Населення становить 26 осіб.

## Загальні відомості
Відстань до Бойківського становить близько 17 км і проходить переважно автошляхом місцевого значення. Землі села межують із територією с. Шевченко Новоазовського району Донецької області.
Перебуває на території, яка тимчасово окупована російськими терористичними військами.

## Населення
За даними перепису 2001 року населення села становило 26 осіб, із них 65,38 % зазначили рідною мову українську та 34,62 % — російську.